# Лорънс Вашингтон
Лорънс Вашингтон (на английски: Lawrence Washington) е американски войник, плантатор, политик и виден земевладелец в колониална Вирджиния. Като член-основател на вирджинската компания Охайо и член на колониалното законодателно събрание, представляващо окръг Феърфакс, Вирджиния, той основава град Александрия, Вирджиния на брега на река Потомак през 1749 г.
Вашингтон е по-големият полубрат на Джордж Вашингтон, бъдещият първи президент на Съединените щати.

## Биография
Приема се, че Лорънс Вашингтон е роден през 1718 г. Баща му Огъстин Вашингтон е мирови съдия и видна обществена фигура, а майка му е Джейн Бътлър.
Той е първият член на семейството, който живее в къщата, известна като Маунт Върнън, която наследява след смъртта на баща си, Огъстин Вашингтон. Лорънс преименува имението в чест на британския адмирал Едуард Върнън, негов командващ офицер във Войната за ухото на Дженкинс.
Лорънс Вашингтон се разболява от туберкулоза. През 1751 г. той и Джордж пътуват до Барбадос, надявайки се, че топлият климат ще облекчи лошото му здраве, но без успех. Лорънс умира в Маунт Върнън на следващата година. Джордж Вашингтон наема Маунт Върнън от вдовицата на брат си – Ан, а след нейната смърт през 1761 г. наследява изцяло имота.

### Цитирана литература
- ((en)) Chernow, Ron. Washington: A Life.   Penguin Press, 2010. ISBN 9781594202667.
- ((en)) Ferling, John E. The Ascent of George Washington: The Hidden Political Genius of an American Icon.   Bloomsbury Press, 2009. ISBN 9781608191826.
- ((en)) Rhodehamel, John. George Washington: The Wonder of the Age.   Yale University Press, 2017. ISBN 9780300219975.